# Крупп (Псковская область)
Кру́пп — деревня в Печорском районе Псковской области России.
Административный центр Круппской волости.

## География
Расположена на севере района на берегу Псковского озера. Пристань. 
В 1 км к юго-западу от деревни проходит граница РФ с Эстонией.

## Население
| 2001 | 2002 | 2010 |
| ---- | ---- | ---- |
| 426  | ↗428 | ↘412 |

## Инфраструктура
На территории Круппа расположена база отдыха «Теремок».
Круппский рыбозавод к настоящему времени перестал функционировать и практически полностью разрушен.